# Manopsis concavicollis
Manopsis concavicollis  (лат.) — ископаемый вид жуков рода Manopsis из вымершего семейства Mesocinetidae (надсемейство Scirtoidea). Обнаружены в верхнеюрских отложениях Центральной Азии (Шар-Тегская свита, Sharteg Formation, Гоби-Алтайский аймак, восточнее горы Атас-Богд 5—6 км, западнее горы Шара-Тэг, Монголия). Тело мелкого размера (длина около 4,6 мм, ширина 2,7 мм, длина надкрылий 3,5 мм). Глаза относительно самые крупные в этом семействе жуков. Переднеспинка спереди вогнутая, а сзади округлённая; мезококсы узко разделённые, метакоксы длинные и субпоперечные. Вид был впервые описан по отпечаткам в 2010 году российскими энтомологами Александром Георгиевичем Кирейчуком Архивная копия от 22 февраля 2014 на Wayback Machine (Зоологический институт РАН, Санкт-Петербург) и Александром Георгиевичем Пономаренко (Палеонтологический институт РАН, Москва, Россия). Родовое название имеет греческую основу и происходит от слова manos (редкий), так как типовой вид (Manopsis concavicollis) был описан по единственному экземпляру.
- Manopsis Kirejtshuk & Ponomarenko, 2010